# Євгеній (узурпатор)
Євгеній (лат. Flavius Eugenius, пом.6 вересня 394 у Фріґід, сьогодні Бах-Губел, Словенія) — імператор та узурпатор Західної Римської імперії з 392 по 394 рік. Сам був християнином, однак увійшов у історію як останній імператор, що підтримував римський політеїзм.

## Вступ на трон
У 391 році командир армії Валентиніана ІІ Арбоґаст був фактично правителем у Західній Римській імперії при молодому імператорові. У той час Євгеній обіймав посаду державного секретаря (magister scrinorum). Валентиніан, досягнувши у той час 20-річного віку і закінчивши переможну війну проти Магна Максима, побажав стати повновладним правителем, через що розгорівся конфлікт між ним і його полководцем Арбоґастом. 15 травня 392 року Валентиніана ІІ знайшли повішеним у його палаці у В'єнні. Обставин смерті так і не з'ясували. Можливо це сталося через марність спроб молодого імператора перебрати владу, а можливо причиною смерті став конфлікт з Арбоґастом. Однак Авґустом і наступником Валентиніана вже 22 серпня того ж року було проголошено державного секретаря Євгенія, особистого друга Арбоґаста.

## Правління
Правління Євгенія було нетривалим. Цей час характеризується прагненням відновити мирне співіснування християнства і язичництва. Він призначає на посади префектів Італії та Риму батька і сина Флавіанів, які захоплювалися ворожінням за жертовними тваринами та спостереженням зірок, тобто заняттями, які каралися у Східній Римській імперії стратою і розглядалися як чаклунство. В Італії з дозволу Євгенія відроджувалися язичницькі храми. Після успішних каральних походів Magister militum Арбоґаста за Рейн деякий час був втриманий мир з германцями. Арбоґаст та Євгеній шукали признання у старшого авґуста — Феодосія, карбували монети з його зображенням, писали йому признання. Однак Феодосій залишався непохитним. Коли посольство від Євгенія прибуло до Феодосія з метою отримання визнання, той не дав певної відповіді, але, багато обдарував послів та відправив їх назад, а сам почав приготування до війни. Намір Феодосія не визнавати узурпатора Євгенія виявився в січні 393 року, коли він проголосив молодшого сина Гонорія імператором-співправителем. Старший син Аркадій став співправителем батька і спадкоємцем Східної Римської імперії ще раніше 16 січня 383.

## Загибель у битві на річці Фріґід
Влітку 394 року Феодосій зібрав армію і виступив до Італії. 6 вересня 394 року в передгір'ях східних Альп на річці Фріґід (тепер Словенія) відбулася генеральна битва. Передовий загін війська Феодосія у 10 тисяч воїнів був повністю знищений Арбоґастом. Євгеній після припинення бойових дій став передчасно святкувати перемогу і роздавати нагороди. Однак, полководець Арбоґаста Арбіціон з невідомої причини перейшов на бік Феодосія, що можливо і стало вирішальним чинником у наступній поразці Євгенія і Арбоґаста. На кінець дня, у темряві, воїни Феодосія прорвалися в табір узурпатора Євгенія до його намету і вбили його. Арбоґаст спочатку втік, однак незабаром, оточений, вчинив самогубство.